# ده کرنگ
ده کرنگ، روستایی از توابع بخش مرکزی شهرستان کوهبنان در استان کرمان ایران است.

## جمعیت
این روستا در دهستان جور قرار دارد و براساس سرشماری مرکز آمار ایران در سال ۱۳۸۵، جمعیت آن زیر سه خانوار بوده‌است.